# Maria Luisa Zubizarreta
Maria Luisa Zubizarreta ist eine emeritierte Professorin für Linguistik an der University of Southern California.

## Bildung und Privatleben
Zubizarreta wurde in Asunción, Paraguay geboren und wuchs dort auf. Sie erhielt ihr Lizenziat in allgemeiner Linguistik an der Universität Paris VIII im Jahr 1977. Ein Jahr später erhielt sie dort auch ihr Maîtrise in allgemeiner Linguistik. Im Jahr 1982 wurde  sie  mit einem Ph.D. in Linguistik am Massachusetts Institute of Technology mit einer Doktorarbeit mit dem Titel On the Relationship of the Lexicon to Syntax (Über die Beziehung des Lexikons zur Syntax) promoviert. Sie war in unterschiedlichen akademischen Bereichen tätig, bis sie schließlich an die University of Southern California wechselte, wo sie bis zu ihrer Pensionierung im Jahr 1988 blieb.
Sie war  mit dem Linguisten Jean-Roger Vergnaud, der ebenfalls an der University of Southern California tätig war, verheiratet.

## Forschung
Zubizarreta betrieb einen großen Teil ihrer Forschung im Feld der Generativen Grammatik. Besonders interessierte sie sich für die linguistische Theorie als ein Modell für kognitive Kompetenz und Leistung. Ihr Ansatz ist vergleichend und betrachtet unterschiedliche Fragestellungen der Beziehung zwischen Lexikon und Syntax, dem Thema ihrer Doktorarbeit, bis hin zur Prosodie und Syntax des Fokus.
Zubizarreta forschte empirisch zu Fragen des Zweitspracherwerbs, wobei sie sich auf die mentale Grammatik der Lernenden konzentrierte, während diese eine Sprache erlernen (mit Emily Nava, 2011). In ihrer Arbeit untersuchte sie zudem personenbezogene Phänomene aus einer semantischen Perspektive in verschiedenen Sprachen, einschließlich der Verwendung von Personenmerkmalen im paraguayanischen Guaraní (mit Roumyana Pancheva, 2017).

## Ehrungen
Ein Workshop mit dem Titel Person and Perspective sowie eine dazugehörige Festschrift wurden ihr zu Ehren im Jahr 2019 organisiert. Die Festschrift, veröffentlicht von Cambridge University Press, trägt den Titel Exploring Interfaces.

## Ausgewählte Publikationen
- M. L. Zubizarreta, E. Oh: On the Syntactic Composition of Manner and Motion. Linguistic Monograph Series, MIT Press, 2007. (mitpress.mit.edu)
- Prosody, Focus, and Word Order. MIT Press, 1998, ISBN 0-262-74021-4.
- Levels of Representation in the Lexicon and in the Syntax. Foris Publications, 1987. Reprinted Mouton 2019. doi:10.1515/9783110859928
- K. McKinney-Bock, M. L. Zubizarreta (Hrsg.): Primitive Elements of Grammatical Theory: Papers by Jean-Roger Vergnaud and His Collaborators. Routledge Press, 2013, ISBN 978-1-315-88982-5.
- V. Demonte, M. L. Zubizarreta (Hrsg.): On the lexicon-syntax interface in Romance languages. (Special Issue). PROBUS 22.2. 2010. doi:10.1515/prbs.2010.005
- M. L. Zubizarreta, E. Nava: Encoding discourse-based meaning: Prosody vs. syntax. Implications for second language acquisition. In: Lingua. Band 121, 2011, S. 652–669. doi:10.1016/j.lingua.2010.06.013
- M. L. Zubizarreta,  R. Pancheva: A note on the syntax of possession in Paraguayan Guaraní. In: Boundaries, Phases and Interfaces. Benjamins, 2017. doi:10.1075/la.239.05zub
- M. L. Zubizarreta,  R. Pancheva: A formal characterization of person-based alignment: The case of Paraguayan Guaraní. In: Natural Language & Linguistic Theory. Band 35, 2017, S. 1161–1204. JSTOR:45095225